# Complesso Marchesi

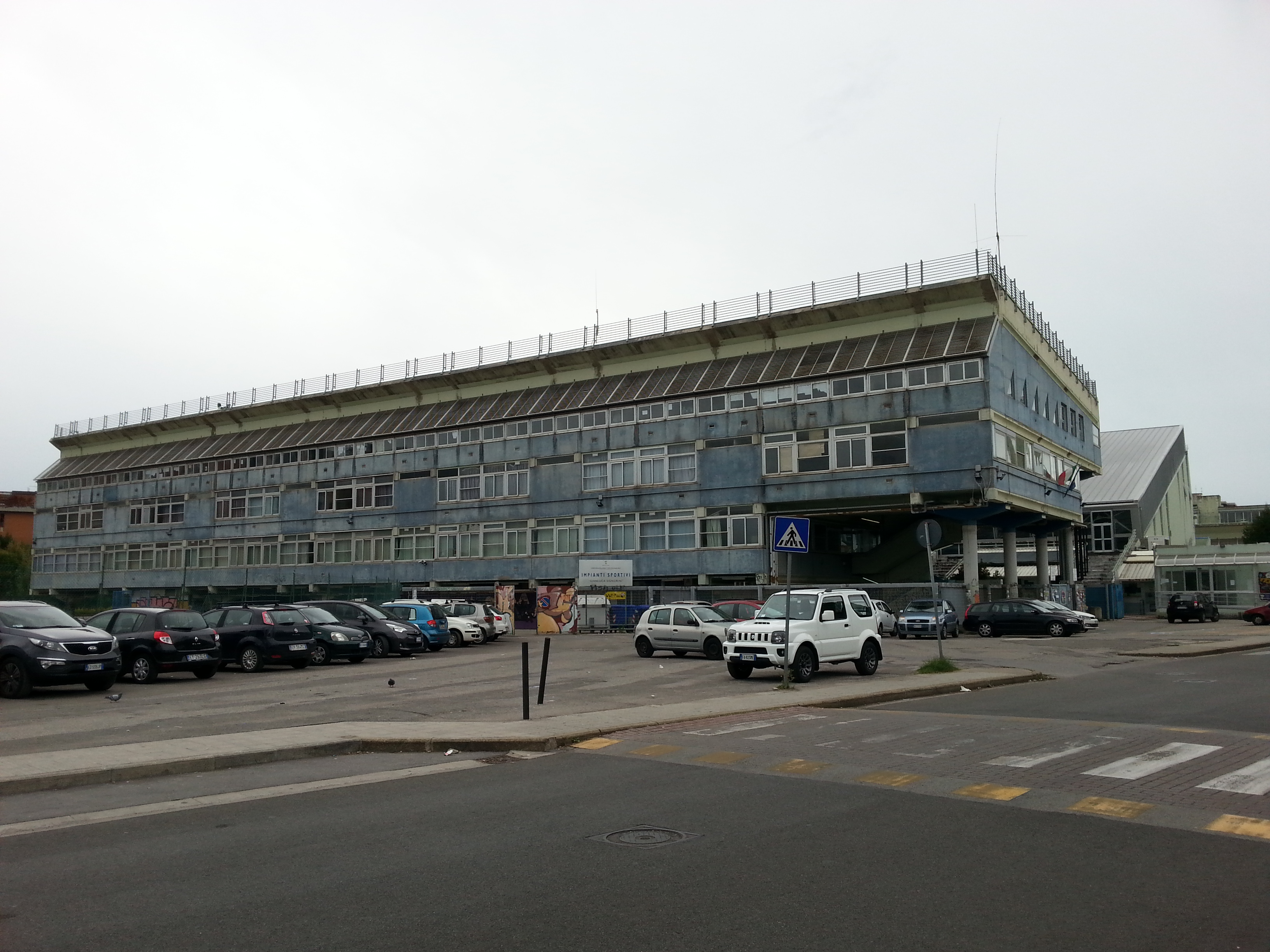
L'edificio scolastico

Il complesso Marchesi è un edificio scolastico situato tra via Enrico Betti e Largo Concetto Marchesi a Pisa.

## Storia
Alla fine degli anni sessanta la Provincia di Pisa indice un concorso nazionale per la realizzazione di un grande complesso scolastico dotato di attrezzature sportive e capace di soddisfare i bisogni della cresciuta popolazione giovanile. A presiedere la commissione è chiamato Bruno Zevi il quale decide di premiare, non senza forti polemiche da parte di alcuni membri, il progetto di Luigi Pellegrin non solo e non tanto per le soluzioni architettoniche quanto per l'idea fortemente innovativa di scuola, e conseguentemente di società, che esso propone. Tale progetto si pone sin dall'inizio come fonte di un animato dibattito sia con l'amministrazione provinciale sia con il personale docente che mal tollera l'idea di scuola completamente aperta sostenuta dal progettista.
All'avvio dei lavori - eseguiti dall'impresa Benini di Ferrara, specialista in strutture prefabbricate (sia la struttura muraria, travi parete prefabbricate, che la copertura sono disegnate da Pellegrin e realizzate dalla Siceps, facente parte della Benini, e sono coperte da brevetto) - si rende necessaria una variante in corso d'opera riguardante l'ala nord occidentale, destinata ad ospitare gli uffici, in origine prevista allineata con il resto dell'edificio.
Finalmente conclusi i lavori, all'atto del collaudo la commissione ritiene che la struttura presenti degli aspetti labili e richiede un progetto di irrigidimento dell'attacco dei pilastri col solaio, progetto che viene redatto dal dipartimento di Scienza delle costruzioni di Roma.
L'edificio viene finalmente inaugurato nel 1974. A partire da questo momento i rapporti tra l'amministrazione ed il progettista si interrompono completamente: tutti i lavori eseguiti dopo il 1974 vengono pertanto realizzati senza il suo consenso e come tali disconosciuti da Pellegrin. Già poco dopo l'edificazione si rende necessario procedere ad una nuova impermeabilizzazione del manto di copertura a seguito dell'assestamento della struttura; agli inizi degli anni ottanta vengono realizzati, adattandosi alla preesistente maglia strutturale, il nucleo contenente la saletta e la biblioteca (progetto del geometra Bandinelli) ed a partire dal 1987 (progetto dell'ufficio tecnico della Provincia) il nucleo dei laboratori, situato a fianco della piscina.
Più volte oggetto di interventi di manutenzione sin dagli anni duemila, la struttura ha presentato sempre più frequenti criticità al punto che nel 2015, in seguito al pericoloso distacco di una lastra di vetro e al sopralluogo del sottosegretario all'Istruzione, è stato deciso di demolire l'edificio e di ricostruirlo totalmente, a causa dei costi eccessivi imposti dai continui lavori di manutenzione straordinaria e di alcune carenze registrate sin dall'inizio (impossibilità di controllare gli accessi all'istituto con conseguenti problemi di sicurezza, scarso isolamento acustico tra un'aula e l'altra, elevati costi per il riscaldamento, ecc).

## Descrizione
Il complesso è situato in un'area di espansione periferica, denominata Pisanova, posta al margine orientale dell'abitato urbano ed attraversata da un asse viario che la congiunge a ovest con la città storica e a est con la viabilità di grande collegamento, autostrada e superstrada.
Il tessuto edilizio risulta di recente edificazione ed è costituito da edifici estremamente eterogenei, nel lessico come nella tipologia (complessi residenziali a stecca su 3 e 4 piani, attrezzature commerciali e per uffici su 8 piani), alternati ad alcune preesistenze dell'area ex-agricola (serbatoio dell'acquedotto, piccole residenze monofamiliari). Con tale realtà il complesso Marchesi non cerca una sintesi ma si pone come elemento autonomo e volutamente refrattario al dialogo urbanistico, capace di attrarre in senso centripeto gli interessi della collettività: in tal senso va letta la grande copertura inclinata (in origine praticabile) che diviene grande piazza collettiva dalla quale si accede ai diversi spazi scolastici e sulla quale ciascun abitante del quartiere può recarsi e sostare. 
L'edificio è situato in un lotto irregolare delimitato a nord e ad est dall'asse di via Enrico Betti (oltre la quale è situata una fascia a verde pubblico) e da largo Concetto Marchesi, e definito ad ovest e a sud dai retri degli edifici costituenti il tessuto circostante; nella porzione orientale dell'area è situato il campo sportivo con pista di atletica ed area di allenamento.

### Esterno

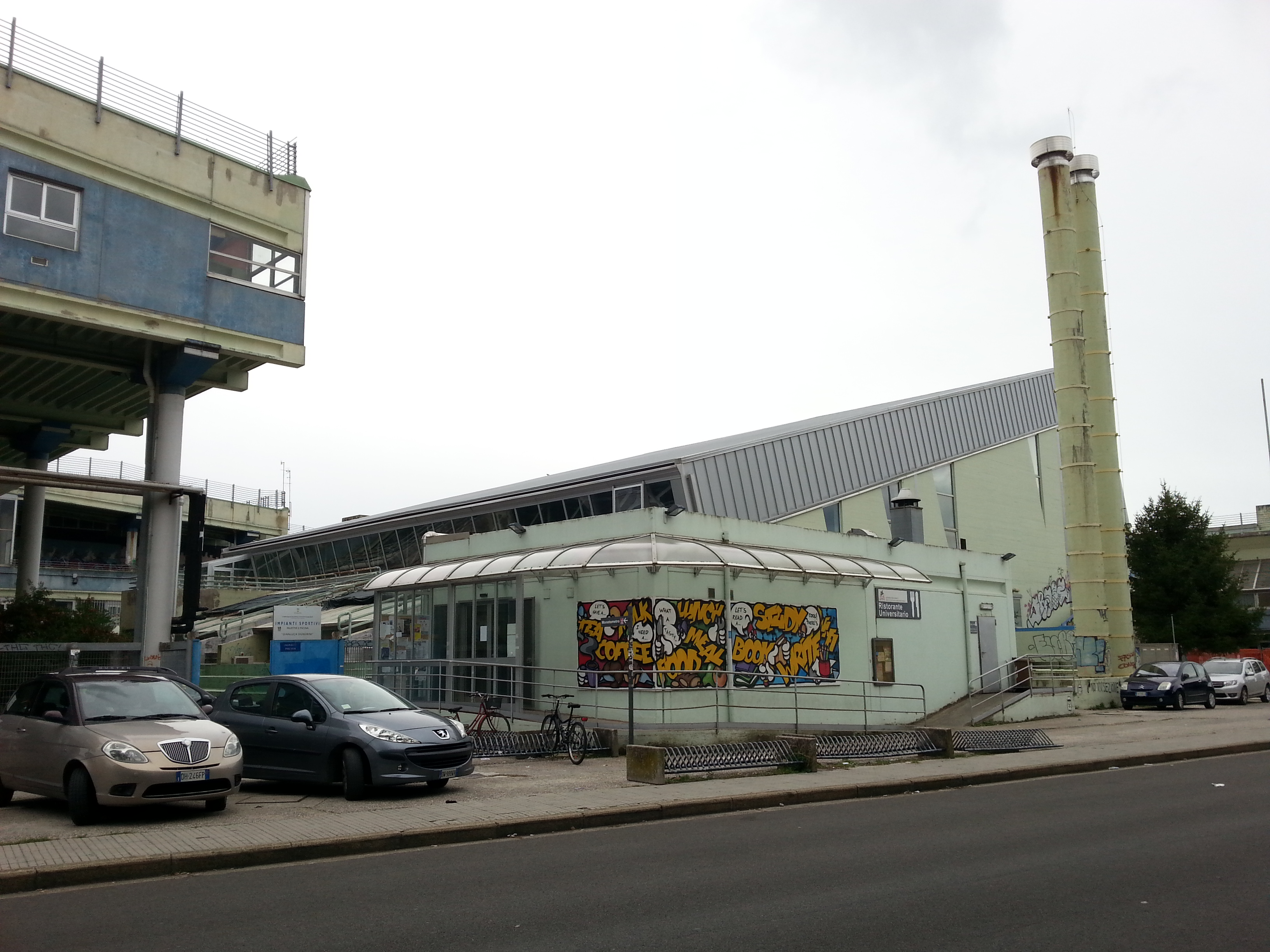
La piscina e la mensa universitaria

Il complesso è caratterizzato da una volumetria fortemente articolata sviluppata su due, tre e quattro piani fuori terra e composta da quattro diversi corpi (il nucleo dei geometri, il complesso delle attrezzature, il volume dei laboratori e quello del liceo scientifico), paralleli tra sé ed attestati obliquamente rispetto all'asse di via Betti, informati al medesimo lessico architettonico - di derivazione brutalistica laddove niente viene celato ma anzi tutte le contraddizioni plastiche e materiche sono volutamente evidenziate - ma connotati diversamente sia per il valore cromatico che per la geometria delle aperture (quadrate, rettangolari e triangolari di svariate fogge e dimensioni).
Il tema che maggiormente qualifica tale intervento è senz'altro quello della copertura, posta a connessione dell'articolato dinamismo delle masse sottostanti, che si pone come un'ampia superficie leggermente digradante, in origine completamente praticabile, dalla quale risalta la falda a forte pendenza del manto in alluminio del nucleo centrale, sede delle attrezzature collettive. Tale nucleo, davanti al quale si erge svettante il volume verticale della canna fumaria, diviene pertanto l'elemento generatore dell'impianto (contiene una piscina, due palestre, una delle quali ricavata sul solaio della piscina, un ampio auditorium ed una mensa): vi si accede da due cortili, scanditi da un sistema di pilastri semplici o giganti (a sezione circolare e sovrastati da massicce mensole), a sostegno della copertura e dei volumi della scuola e degli uffici, che definiscono in tal modo un ampio spazio collettivo porticato. Da tali cortili si raggiungono gli accessi al liceo ed ai geometri (ora solo al piano terra ma in origine anche al livello della copertura) e i collegamenti verticali per il corpo degli uffici.

### Interni
Gli interni sono caratterizzati da ampi spazi collettivi che nelle intenzioni del progettista, oggi in parte sconfessate, divengono luoghi di aggregazione non solo per la popolazione studentesca ma anche per quella della città: la realizzazione della recinzione e la chiusura della copertura praticabile hanno fortemente limitato la vocazione alla piena permeabilità del complesso.
L'edificio è caratterizzato da una cromia che si differenzia fortemente da quella del tessuto edilizio circostante - strutture di sostegno e di copertura color verde acqua, pannelli prefabbricati di tamponamento colore azzurro - e dal notevole sviluppo delle superfici vetrate e finestrate (infissi in alluminio anodizzato).
Molti degli elementi innovativi contenuti nel progetto del Pellegrin non sono oggi più individuabili a seguito del diverso uso, connesso ad una mutata interpretazione della funzione scolastica, che dei vari spazi è stato fatto: le aule, aperte verso l'interno e comunicanti tra sé, sono state chiuse così come risultano pressoché inutilizzati alcuni spazi collettivi quali la mensa (in stato di completo abbandono) e l'auditorium. La piscina, pensata a servizio della scuola, è prevalentemente ad appannaggio di società sportive che la gestiscono.

## Fortuna critica

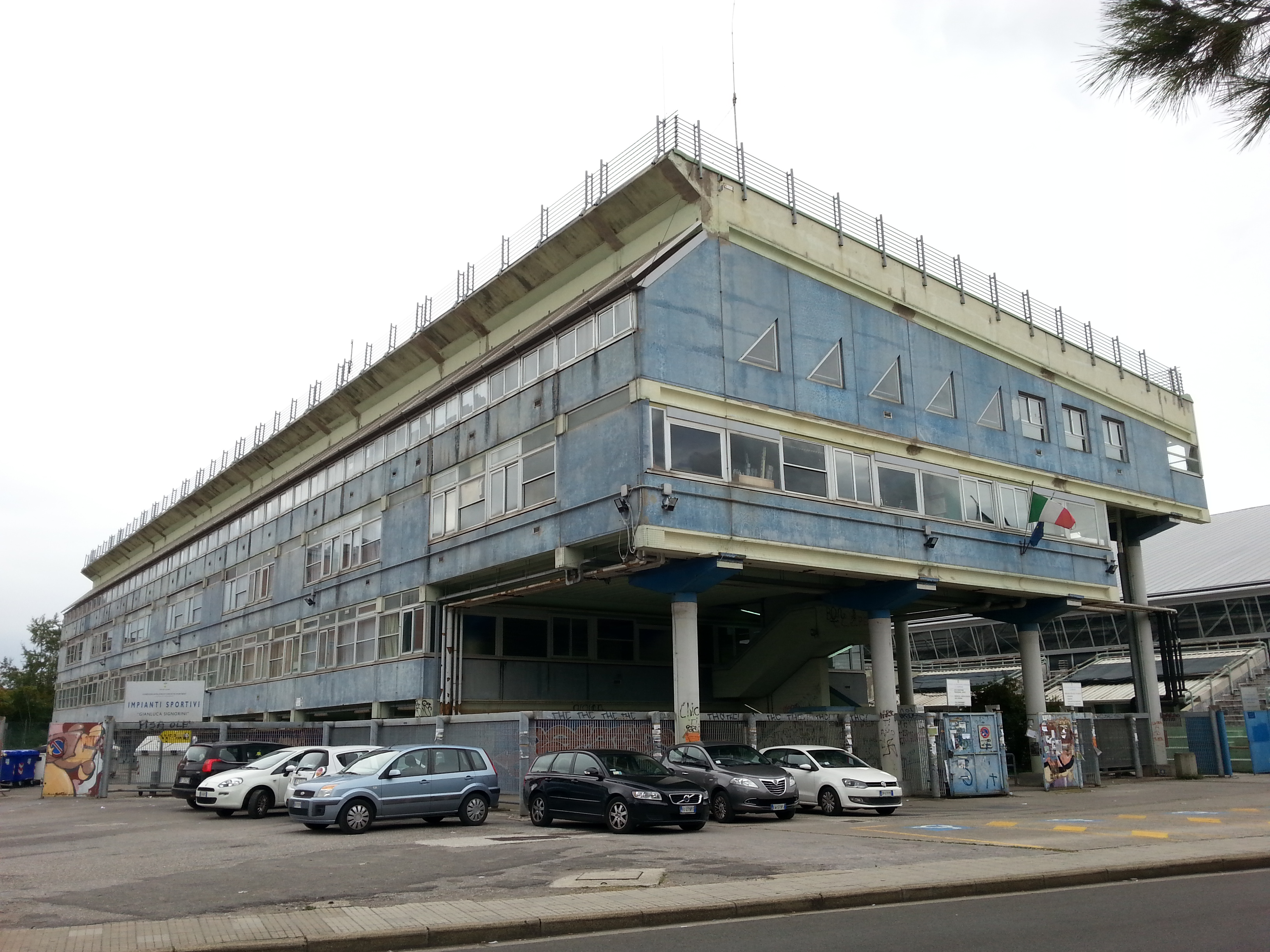
L'ingresso

Sin dalla fase progettuale, l'intervento avvia un vibrante dibattito all'interno della cultura architettonica contemporanea, che giustamente ne sottolinea il carattere innovativo e per certi versi eversivo: nessuna concessione a configurazioni urbane consolidate, ma originali sperimentazioni plastiche - come nel caso della grande superficie inclinata della copertura (concepita come una grande "collina artificiale" praticabile) che si distacca dalla banalità del tessuto edilizio circostante (Polano, 1991) - foriere di un'idea di città estremamente dinamica. Come ha ben colto Renato Pedio (1980) quelle di Pellegrin sono architetture spudorate, insopportabili ed ambigue per tre ragioni: sono operative, cioè superano gli ostacoli, sono polisemantiche, creando una sintassi funzionante e comunicativa del contraddittorio ed alterano di continuo la percezione.